# Йейтс, Салли
Салли Куиллиан Йейтс (англ. Sally Quillian Yates; род. 20 августа 1960 года, Атланта, Джорджия, США) — американский юрист. Служила прокурором Соединенных Штатов и позже заместителем Генерального прокурора. Была назначена Президентом Бараком Обамой. Занимала должность и. о. Генерального прокурора США с 20 января 2017 года до увольнения Президентом Дональдом Трампом 30 января 2017 года после её отказа защищать указ Трампа об иммиграции в суде.

## Биография
Салли Йейтс родилась в Атланте, штат Джорджия в 1960 году , в семье Джона Келли Квиллиана (1930—1986), адвоката и судьи, который был судьей Апелляционного суда Джорджии с 1966 по 1984 год, и его жены Ксары «Микки» Дебогрин Квиллиан (урожденная Террелл; 1931—2012), дизайнера интерьеров. Её бабушка была одной из первых женщин, допущенных в Коллегию адвокатов Джорджии.
Йейтс училась в средней школе Данвуди, получила степень бакалавра искусств в области журналистики в Университете Джорджии, получив степень бакалавра гуманитарных наук в области журналистики в 1982 году. В 1986 году получила степень доктора юриспруденции в Юридической школе Университета Джорджии. Во время учебы в юридической школе Йейтс был исполнительным редактором журнала Georgia Law Review.
В 1986 году Салли Йейтс была принята в Государственную коллегию адвокатов штата Джорджия. С 1986 по 1989 год была юристом в юридической фирме King & Spalding, специализирующейся на коммерческих судебных процессах. В 1989 году Йейтс стала помощником прокурора Северного округа Джорджии. В начале своей карьеры в Министерстве юстиции Йейтс занималась расследованием различных видов дел, включая политическую коррупцию.
10 марта 2010 года Йейтс вступила в должность прокурора в Северном округе Джорджии, став таким образом первой женщиной в штате, занявшей этот пост.
В редакционной статье New York Times, опубликованной 28 июля 2017 года, Йейтс выразила обеспокоенность по поводу политического влияния Трампа на Министерство юстиции, написав: «Действия президента Трампа кажутся направленными на разрушение фундаментальной независимости Министерства юстиции ... Его расследования и судебные преследования должны осуществляться без какого-либо политического вмешательства или влияния… От этого зависит сама основа нашей системы правосудия — верховенство закона».
Йейтс бросила вызов президенту Трампу, приказав федеральным прокурорам не защищать спорный иммиграционный указ. После объявления о своем решении не защищать приказ, Йейтс была немедленно уволена администрацией Трампа письмом, доставленным из рук в руки, и заменена Даной Бенте, прокурором Соединенных Штатов в Восточном округе Вирджинии.
Покинув министерство юстиции, Йейтс стала лектором в юридическом центре Джорджтаунского университета и вернулась в Атланту в качестве партнера расположенной в Атланте международной юридической фирмы King & Spalding, где она работала 30 лет назад. Практика Йейтс сосредоточена на расследованиях.
Йейтс выступил с речью в рамках Национального съезда Демократической партии 2020 года.
В ноябре 2021 Йейтс была назначена кандидатом на пост генерального прокурора США в администрации Байдена. Тем не менее, Меррик Гарланд в итоге был номинирован на эту должность.

## Награды
В январе 2016 года Йейтс получил награду за вдохновение от Комитета по общественным интересам Эмори (EPIC) Школы права Университета Эмори.
После увольнения Йейтс с поста исполняющего обязанности генерального прокурора представитель Джеки Спейер номинировала её на премию Джона Ф. Кеннеди в номинации «Мужество», а сенатор штата Джорджия Елена Пэрент представила резолюцию, хвалящую Йейтса.

В апреле 2017 года Йейтс получил премию Мэри Черч Террелл за свободу и справедливость во время 62-го ежегодного ужина Фонда борьбы за свободу в Детройте NAACP.